# 슈와 (음식)
슈와(오만 아랍어: شواء, 표준 아랍어: شِوَاء 시와[*])는 오만과 아랍에미리트의 양고기 또는 염소고기 요리이다. 양념한 양고기를 바나나잎으로 싸서 대추야자 잎으로 엮은 바구니에 넣은 다음 탄누르에서 천천히 익혀 만든다. 이드 알피트르나 이드 알아드하에 먹는 명절 음식이며, 오만의 국민 음식 가운데 하나로 여겨진다.

## 이름
오만 아랍어 "슈와(شواء)"는 "굽다, 구이"를 뜻하는 말이다. 표준 아랍어 발음은 "시와(شِوَاء)"이다.

## 만들기
계피, 깟씨, 카다멈, 쿠민, 후추를 볶아서 가루낸 다음, 강황가루, 고추 플레이크, 파프리카가루, 다진 마늘, 소금, 식용유, 식초 등과 섞어 페이스트를 만든다. 양고기에 향신료 페이스트를 바르고, 바나나잎으로 싸서 대추야자 잎으로 엮은 바구니에 넣은 다음, 땅속 화덕인 탄누르에 넣어 24시간 이상 굽는다. 실내에서 오븐 등에 조리할 때는 은박지에 싸기도 한다. 탄누르에서 굽는 경우에 숯에 익히기 때문에 훈연된 향이 난다. 다 익은 슈와는 계피, 카다멈, 쿠민 등을 넣고 지은 쌀밥에 올려 낸다.

## 같이 보기
- 꾸지
- 마드푼